# Rhapsody in White
Albums de Love Unlimited Orchestra (Barry White)
Stone Gon'
(1974) No Limit On Love
(1974)
Rhapsody In White est un album du groupe The Love Unlimited Orchestra de Barry White, sorti en 1974.

## Liste des chansons
| 1. | Barry's Theme         |  |
| 2. | Rhapsody in White     |  |
| 3. | Midnight and You      |  |
| 4. | I Feel Love Coming On |  |

| 1. | Baby Blues                 |  |
| 2. | Don't Take It Away from Me |  |
| 3. | What a Groove              |  |
| 4. | Love's Theme               |  |